# Міжнародний конгрес математиків 2026
Міжнародний конгрес математиків 2026 року — 30-й Міжнародний конгрес математиків, який проходитиме у Філадельфії з 22 по 29 липня 2026 року. 
Франція готувалася конкурувати в організації конгресу. Але на Генеральній асамблеї Міжнародного математичного союзу 2022 року було схвалено, що Сполучені Штати будуть організовувати Конгрес, оскільки кандидатура Франції врешті-решт не була представлена. Тож Сполучені Штати перемогли одноголосно.

## Структурний комітет
Структурний комітет ICM відповідає за структуру наукової програми ICM. Зокрема, він вирішує, серед іншого, кількість пленарних лекцій, секції та їх точне визначення, цільову кількість доповідей у кожній секції, а також інші види лекцій та розташування секцій.
Першою ICM, для якої Структурний комітет ICM провів свою роботу, була ICM 2022. Наразі створено новий Структурний комітет ICM, який буде відповідальним за наукову програму ICM 2026. Відбір доповідачів залишатиметься за Програмним комітетом.
Склад комітету:
Terence Tao [Chair] chair@sc26.mathunion.org
Hiraku Nakajima [IMU President, ex officio]
Nalini Anantharaman
Annalisa Buffa
Weinan E
Irene Fonseca
Isabelle Gallagher
Martin Hairer
Mike Hopkins
Meena Mahajan
Akshay Venkatesh
Anna Wienhard
Geordie Williamson